# Pionieri di domani
Pionieri di domani (رواد الغد) è un programma televisivo per bambini in onda dal 13 aprile 2007 su Al-Aqsa TV, la televisione ufficiale di Hamas in Palestina. Il programma è stato ideato da Hazim Al-Sha'arawi ed è condotto dalla giovane Saraa Barhoum che insieme ad alcuni personaggi in costume da mascotte interpreta delle scenette in cui si discute della vita in Palestina, ed in cui interviene telefonicamente il pubblico da casa (tipicamente bambini di circa 9-13 anni).
Il programma è divenuto famoso dopo che Palestinian Media Watch, un'organizzazione che dal 1996 monitora i media e i libri di testo in arabo, ha osservato che Farfur ("farfalla" in arabo) uno dei protagonisti della trasmissione molto simile a Topolino, oltre ad invitare i bambini a pregare e bere latte, affermava la supremazia dell'Islam, chiedeva di detestare Israele e gli Stati Uniti ed indottrinava i piccoli telespettatori con lezioni sulla resistenza del Jihād. Da quel momento Farfur è stato sostituito da un'ape.
Funzionari israeliani hanno denunciato il programma come deviante ed oltraggioso mentre altri critici (ad es. l'Anti-Defamation League) affermano che promuove antiamericanismo ed antisemitismo.
Il produttore dello show ha risposto che il programma parla "dei bambini palestinesi che esprimono i loro sentimenti su quello che vedono." Contro il programma si è però espressa anche la Palestinian Broadcasting Corporation controllata da al-Fath.